# Tenaris
Tenaris S.A. es una empresa metalúrgica multinacional subsidiaria del grupo argentino Techint, líder mundial en la producción de tubos de acero sin costura para la industria del petróleo. Produce además tubos de acero con costura (soldados), servicios para la industria de la energía y otras aplicaciones energéticas. Está constituida en el Gran Ducado de Luxemburgo, aunque dirigida desde Buenos Aires, Argentina. 
El origen de Tenaris se remonta a los años 1950, con la construcción por parte de Techint de las plantas Dálmine S.A.F.T.A. en Campana, Argentina (hoy Siderca) y de Tamsa (Tubos de Acero de México S.A.) en Veracruz, México.: en 2018 la prensa filtro los documentos en los que Tenaris y el emrpesario Paolo Rocca acordaron pagar USD 9,5 millones en Nueva York para cerrar una causa por coimas en la justicia estadounidense.
En 2013 se le abrió una causa cuando se denunció que varias empresas de Paolo Rocca eludieron 16 millones de dólares en impuestos en Argentina. El grupo Techint transfirió el control de una de sus unidades de acero basadas en Buenos Aires a Dirken, una firma con sede en Uruguay.La agencia Bloomberg publicó una investigación dónde sacó a la luz como durante tres generaciones, la familia Rocca ha empleado una variedad cambiante de las sociedades de su cartera para reducir su factura de impuestos en los países en los que hicieron su fortunas, entre ellos en la Argentina, al canalizar los dividendos de las fábricas en Argentina a paraísos fiscales.

## Empresas
Productoras de tubos de acero sin costura:
- Siderca, ubicada en Campana, Argentina.
- Tamsa, ubicada en Veracruz, México.
- Dalmine, ubicada en Dalmine, Italia.
- Bay City, ubicada en Bay City, USA.
- AlgomaTubes, ubicada en Sault Ste. Marie, Ontario, Canadá.
- Silcotub, ubicada en Zalau, Rumania.

Productoras de tubos con costura:
- TuboCaribe, ubicada en Cartagena, Colombia.
- Siat, ubicada en Valentín Alsina, Provincia de Buenos Aires, Argentina.
- Confab, ubicada en São Paulo, Brasil.
- MaverickTubes, ubicada en Arkansas, Estados Unidos.

Productoras de conexiones premium:
- Hydril, ubicada en Estados Unidos.
- SPIJ, ubicada en Indonesia.